# Bodemattest
Een bodemattest is in Vlaanderen een officieel attest dat sinds 1995 moet gevoegd worden bij een verkoopakte van onroerend goed. Naast bij verkoop is het aanvragen van een bodemattest ook verplicht bij schenking, fusie en dergelijke.
De bedoeling is een nieuwe eigenaar te informeren over de verontreinigingstoestand van de grond zodat deze niet voor onverwachte uitgaven voor sanering van vervuilde grond komt te staan. Het document geeft weer welke informatie de Openbare Vlaamse Afvalstoffenmaatschappij (OVAM) over een stuk grond heeft. Een verkoop van een grond (al dan niet bebouwd) zonder geldig bodemattest is ongeldig.
Een bodemattest kan bij de OVAM worden aangevraagd via een 'aanvraagformulier voor bodemattest' en kost 34 euro per kadastraal perceel. 
Vanaf 1 juni 2013 bedraagt de prijs 50 euro. Het is ook mogelijk om een attest over een deel van een kadastraal perceel aan te vragen. De prijs hiervoor bedraagt €200.